# هیچ‌کس تو را نجات نخواهد داد
هیچ‌کس تو را نجات نخواهد داد (به انگلیسی: No One Will Save You) یک فیلم علمی تخیلی و ترسناک آمریکایی، محصول سال ۲۰۲۳ میلادی با بازی کیتلین دیور است. نویسندگی، تهیه‌کنندگی و کارگردانی این فیلم بر عهده برایان دافیلد بوده‌است.
این فیلم در تاریخ ۱۹ سپتامبر ۲۰۲۳ در سینما اکران شد و توسط استودیو قرن بیستم به‌عنوان یک فیلم اصلی هولو در ایالات متحده و در ۲۲ سپتامبر در دیزنی پلاس استار در سطح بین‌المللی منتشر شد.